# Joe Robert Cole
Joe Robert Cole (* 1. Januar 1980 in San Francisco) ist ein US-amerikanischer Filmregisseur, Drehbuchautor, Filmproduzent und Schauspieler.

## Leben
Cole wuchs in einer kreativen Umgebung auf und entwickelte frühzeitig eine Leidenschaft für das Erzählen von Geschichten.
Nach seinem Studium in der Filmproduktion begann er seine Karriere in der Unterhaltungsbranche und machte sich schnell einen Namen.
Cole erlangte breite Anerkennung als Drehbuchautor für den Marvel-Film Black Panther (2018), der weltweit künstlerisch wie finanziell Erfolge feierte.
Neben Black Panther war Cole auch an anderen bedeutenden Projekten beteiligt. Er arbeitete an der Netflix-Serie The People v. O.J. Simpson: American Crime Story (2016) mit und war als Drehbuchautor und Produzent für die Fernsehserie American Crime Story: Versace (2018) tätig.
Für die Arbeit an American Crime Story wurde er 2017 mit einem Black Reel Award ausgezeichnet, im gleichen Jahr erhielt er den Writers Guild of America Award. Für das Drehbuch zu Black Panther: Wakanda Forever erhielt er gemeinsam mit Ryan Coogler den NAACP Image Award.

## Filmografie (Auswahl)
Regie
- 2011: Amber Lake
- 2020: All Day and a Night
- 2023: Class of '09

Drehbuch
- 2011: Amber Lake
- 2016: American Crime Story
- 2018: Black Panther
- 2020: All Day and a Night
- 2022: Black Panther: Wakanda Forever

Produzent
- 2016: American Crime Story

Schauspieler
- 2014: White Dwarf (als Joe)

## Auszeichnungen
Black Reel Award
- 2016: Für ein herausragendes Drehbuch in einem Fernsehfilm oder in einer limitierten Serie The Race Card